# Historia niewolnictwa
Historia niewolnictwa obejmuje wiele kultur, narodowości i religii od czasów starożytnych do współczesności. Jednak sytuacja społeczna, ekonomiczna i prawna niewolników różniła się znacznie w różnych systemach niewolnictwa w różnych czasach i miejscach.

## Niewolnictwo w starożytności
Niewolnictwo istniało już w najstarszych cywilizacjach (Mezopotamia, Egipt), nie miało jednak charakteru masowego – nazywa się je „niewolnictwem pałacowym”. Pierwszym formalnym aktem prawnym, który sankcjonował istnienie niewolnictwa był Kodeks Hammurabiego, w którym znajdował się m.in. punkt, że w przypadku zabicia cudzego niewolnika należy zapłacić właścicielowi za poniesioną stratę lub odkupić niewolnika.
Także Biblia sankcjonowała istnienie niewolnictwa – m.in. w Ks. Wyjścia rozdz. 21 znajdują się przepisy regulujące te kwestie; brak jednak historycznych wskazówek, aby w tym okresie wśród ówczesnych Izraelitów było to zjawisko powszechne i o dużym znaczeniu.
Praktycznie we wszystkich cywilizacjach antycznych (prócz Grecji i Rzymu) liczba niewolników nie była duża, a znaczenie gospodarcze zjawiska – także niewielkie. Niewolnikami była z reguły tylko niewielka część społeczności, stanowiąca służbę możnych („niewolnictwo domowe”).

### Niewolnictwo w starożytnym Egipcie
W starożytnym Egipcie niewolnikami byli głównie jeńcy wojenni. Najliczniejsi byli w okresie Nowego Państwa, jednak w żadnym okresie istnienia egipskiej cywilizacji niewolnictwo nie było podstawą gospodarki i ekonomii państwa. Niewolnicy w Egipcie nie stanowili odrębnej warstwy społecznej, gdyż zazwyczaj szybko asymilowali się z lokalną ludnością, mieli prawo do prywatnej własności, zdarzały się przypadki zawierania małżeństw z Egipcjankami. Niewolnicy stanowili zazwyczaj służbę, a poziom ich życia nie różnił się od poziomu życia ludności wiejskiej i robotników.

### Niewolnictwo w starożytnej Grecji
W starożytnej Grecji, a potem też w Rzymie, praca niewolników miała duże znaczenie gospodarcze i była podstawą egzystencji innych grup społecznych. W Grecji niewolnicy zwykle kupowani byli u okolicznych ludów, często też wywodzili się z jeńców wojennych. W dużych greckich miastach tego okresu (Ateny, Korynt, Syrakuzy itd.) ok. V w. p.n.e. niewolnicy mogli stanowić ok. 20-25 proc. wszystkich mieszkańców.

### Niewolnictwo w starożytnym Rzymie

Aukcja niewolników w starożytnym Rzymie

Największe znaczenie gospodarcze niewolnictwo zdobyło na terenie Italii i Sycylii w okresie od III w. p.n.e. do II w. n.e., kiedy to praca niewolników miała decydujące znaczenie we wszystkich ważnych gałęziach gospodarki (rolnictwo, rzemiosło, górnictwo, większość usług). Takiej sytuacji sprzyjała niska cena niewolników, spowodowana licznymi toczonymi przez Rzym wojnami, podczas których brano jeńców i sprzedawano w niewolę część ludności podbitego kraju (np. po podboju Galii na rzymski rynek trafić miało – według niektórych źródeł – nawet milion niewolników). Niskiej cenie sprzyjało także piractwo, które głównie z uwagi na dostarczanie niewolników na rynek było długo tolerowane przez Rzym. Dążenie do maksymalnej eksploatacji niewolników, wiążące się z nieludzkimi warunkami egzystencji, powodowało liczne powstania, spośród których największymi były powstania na Sycylii w latach 138/136–132 p.n.e. i 104/103-101/100 p.n.e. oraz powstanie Spartakusa (73-71 r. p.n.e.) w Italii.

Szacuje się, że okresowo ok. 25 proc. całej populacji Imperium Rzymskiego stanowili niewolnicy, zaś na terenie samej Italii liczba ta sięgała 30, a nawet 40 proc. Do najbardziej wartościowych niewolników – z punktu widzenia właścicieli – należeli niewolnicy urodzeni w domu swojego właściciela (vernae), w przeciwieństwie do niewolników kupionych (empticii). Już sam termin niewolnik kupiony odbierany był negatywnie, jako mało wartościowy, z uwagi na swoją krnąbrność wynikającą z utraty wolności, którą niewolnik kupiony mógł się wcześniej cieszyć.

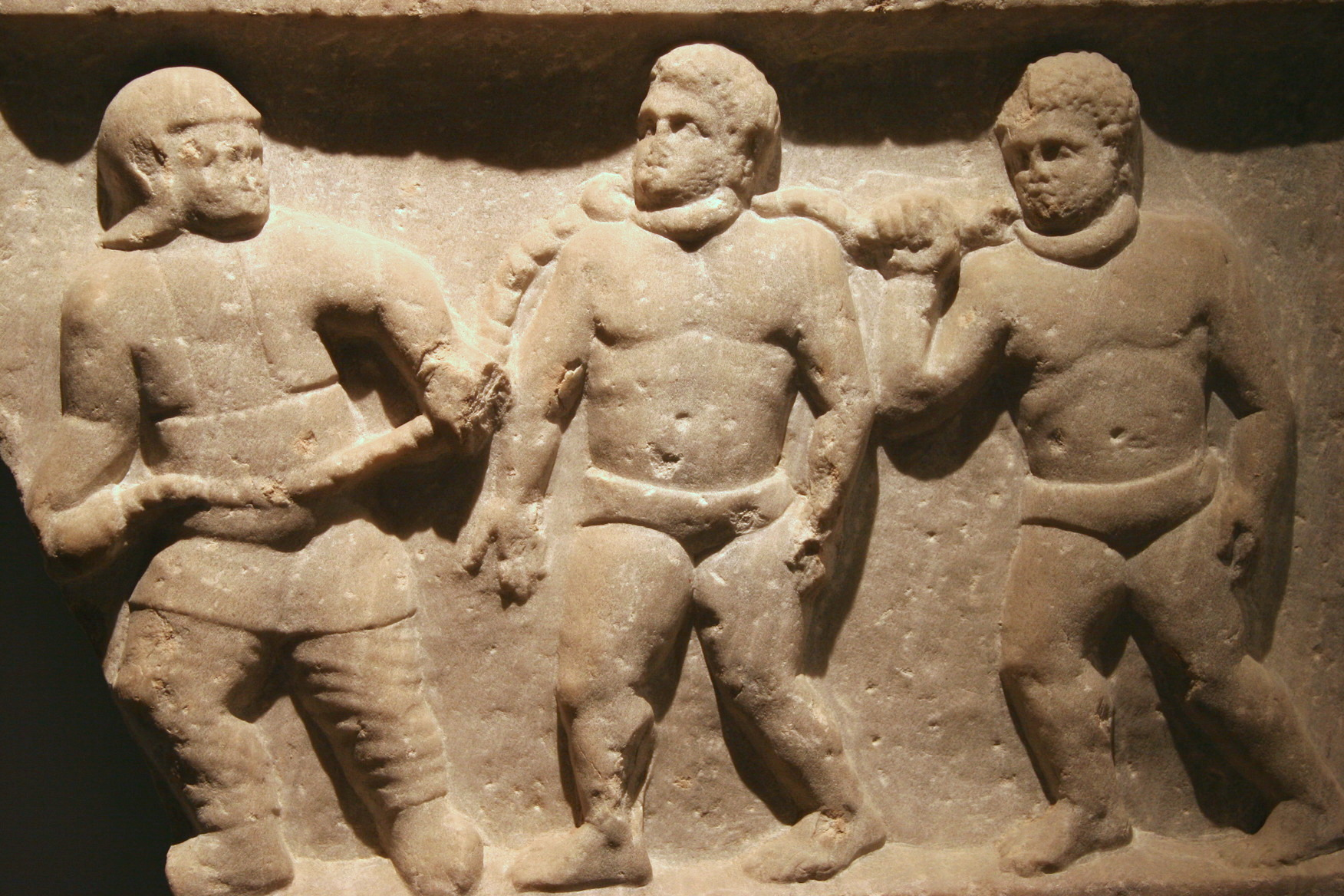
Niewolnictwo w starożytnym Rzymie

Rzeczywiste położenie niewolników było bardzo różne: oprócz wykorzystywanych do ciężkiej i wyniszczającej pracy fizycznej (na roli, w kamieniołomach itp.) istnieli także dobrze traktowani wykwalifikowani niewolnicy, pełniący rolę służby domowej, nauczycieli czy nawet zarządców majątku swego pana. Niewolnik mógł być aktorem, lekarzem, nauczycielem, a także filozofem, jednak nie mógł być prawnikiem. Tacy niewolnicy, w których wyuczenie (lub zakup) zainwestowano duże pieniądze, pod względem poziomu życia znajdowali się często w sytuacji lepszej, a niekiedy znacznie lepszej, niż liczni wolni mieszkańcy państwa rzymskiego.
Ostateczna likwidacja piractwa i zaprzestanie wielkich podbojów (II w. n.e) sprawiły, że cena niewolników w Rzymie wzrosła. Ustał dopływ niewolników z zewnątrz, zaś głównym źródłem niewolników stało się ich potomstwo, które zyskiwało najwyższą wartość rynkową. Niewolnik taki (verna) był pozbawiony naturalnego poczucia wolności, a swój stan uważał za naturalny. Była to swego rodzaju hodowla. M.in. z tego powodu od I-II w. n.e. w rolnictwie rzymskim zaczął dominować kolonat, przy czym kolonami często zostawali niewolnicy (zwani servi casati od casa „chata”). Także w kopalniach w miejsce kosztownych już niewolników zatrudniano skazańców. Niewolnicy nadal jednak dominowali wśród służby domowej.

#### Sytuacja prawna niewolników w starożytnym Rzymie
W starożytnym Rzymie (podobnie jak w Grecji) niewolnik był rzeczą (instrumentum vocale - „mówiące narzędzie”) – w przeciwieństwie do żony i dzieci obywateli osób wolnych, które traktowano jako osoby (persona) – był przedmiotem własności (res) – i mógł być przedmiotem każdej czynności prawnej, jakiej podlegały rzeczy: sprzedaży, użyczenia czy darowizny. Właściciel miał (przynajmniej początkowo) pełne prawo go wyzyskiwać, faworyzować, wykorzystywać seksualnie, sprzedać, wyzwolić, czy zabić; niewolnik nie mógł zawierać prawnego związku małżeńskiego (matrimonium iustum). Niekiedy jednak niewolnik posiadał ograniczone prawo własności, oparte na zasadzie peculium, tj. wydzielonej niewolnikowi przez właściciela części majątku, którą niewolnik miał samodzielnie zarządzać. Jakkolwiek żaden niewolnik nie posiadał zdolności prawnej, to niewolnik posiadający peculium uzyskiwał jej namiastkę, choć w obrocie prawnym występował w imieniu właściciela. Uzyskanie prawa do własności umożliwiało przedsiębiorczym i zdolnym jednostkom zgromadzenie majątku na tyle dużego, by wykupić się z niewoli. Praktykowane były umowy, w których właściciel zobowiązywał się do wyzwolenia niewolnika, jeśli ten powiększy peculium o określoną wartość.
Wyzwalanie zasłużonych wobec swego pana niewolników było zjawiskiem dość powszechnym, choć dotyczyło niemal wyłącznie niewolników stanowiących służbę domową, kochanki pana oraz ich potomstwo itp., nie zaś stanowiących zdecydowaną większość niewolników, którzy wykonywali ciężkie prace fizyczne. Wyzwalanie tego typu odbywało się na ogół w testamencie.
Rozróżniano dwa typy wyzwoleń. Niewolnicy, którzy uzyskiwali całkowitą wolność prawną (czyli libertatem iustam), stawali się obywatelami rzymskimi. Jednak rzeczywistą pełnię praw uzyskiwali dopiero ich synowie (np. możliwość głosowania czy ubiegania się o urzędy). Druga forma wyzwolenia (libertatem) oznaczała wolność bez obywatelstwa, czyli taką, jaką mieli mieszkańcy podległych prowincji bądź podbite ludy, uznające zwierzchność Rzymu. Wyzwolenie niewolnika mogło nastąpić w obecności pretora (manumissio censu), urzędnika sądowego (manumissio vindicta) bądź na mocy testamentu (manumissio testamento). Status wyzwoleńca zależał od pozycji pana. Niewolnicy właścicieli, którzy sami nie posiadali obywatelstwa rzymskiego (np. obywatele na prawie latyńskim), nie mogli stać się Rzymianami.
Aby ukrócić masowe wyzwalanie, Oktawian August przeprowadził dwie ustawy. W 2 r. p.n.e. ograniczono liczbę możliwych wyzwoleń w zapisach testamentowych. Liczba ta zależała od liczby posiadanych niewolników, np. właściciel dziesięciu mógł wyzwolić połowę, zaś właściciel pięciuset tylko 1/5, czyli stu. Ustawa z 4 r. n.e. dotyczyła wyzwoleń pretorskich i podwyższała minimalny wiek wyzwolicieli na 20 lat, a niewolników na 30. Ustawy powyższe miały ograniczyć „produkcję” obywateli obcego pochodzenia, a także ukrócić konkurencję w rzemiośle i handlu, która wzrastała wraz z napływem wykwalifikowanych wyzwoleńców.

#### Niewolnicy w rzymskim prawie karnym
Rzymskie prawo karne traktowało niewolników bardzo surowo. Kary za przestępstwa były wyższe niż w przypadku ludzi wolnych, zeznania niewolnika były zaś ważne tylko wówczas, gdy zostały złożone na torturach. Istniał także przepis, że w przypadku, gdy niewolnik zamorduje swego właściciela, wszyscy niewolnicy, którzy byli w tym czasie w domu swego pana lub okolicy, a nie ratowali jego życia z narażeniem swojego, podlegali przesłuchaniu z zastosowaniem tortur, a następnie karze śmierci. Najbardziej głośny przypadek dotyczył prefekta miejskiego Pedaniusa Secundusa, zamordowanego przez swojego niewolnika. Na mocy uchwały senatu ponad 400 jego niewolników zostało uśmierconych bez względu na wiek lub płeć. Z uwagi na egzekucję tak wielkiej liczby osób, doszło do rozruchów.

### Niewolnictwo w schyłkowym okresie Imperium
W okresie cesarstwa sytuacja prawna niewolników stopniowo się poprawiała. Władza pana nad niewolnikiem uległa pewnemu ograniczeniu, zwłaszcza w zakresie prawa życia i śmierci. Prawo zaczęło także zakazywać wyzwalania niewolników w przypadku choroby, starości czy w innym przypadku, kiedy nie mógł on pracować, czyli w sytuacji, gdy wyzwolenie stanowiłoby łatwy sposób na pozbycie się niewolnika niezdolnego do samodzielnego utrzymania się. Zakaz ten, w połączeniu z zakazem zabijania niewolnika, stwarzał obowiązek opieki nad niezdolnym do pracy niewolnikiem. Ponieważ poprawa sytuacji prawnej niewolników następowała równocześnie z pogarszaniem się pozycji prawnej i ekonomicznej wolnej ludności wiejskiej, pod koniec cesarstwa (IV-V w. n.e.) nastąpiło praktycznie zrównanie obu grup.

### Niewolnictwo w Europie północnej i wschodniej
U starożytnych Germanów i Słowian oraz innych ludów północnej i wschodniej Europy, pozostającej poza sferą oddziaływania cywilizacji śródziemnomorskiej, także istniało niewolnictwo, nie miało jednak dużego znaczenia, a niewolnikami byli głównie jeńcy, których często po jakimś czasie uwalniano, przyjmując do plemienia.

## Niewolnictwo w średniowieczu

### Niewolnictwo w średniowiecznej Europie

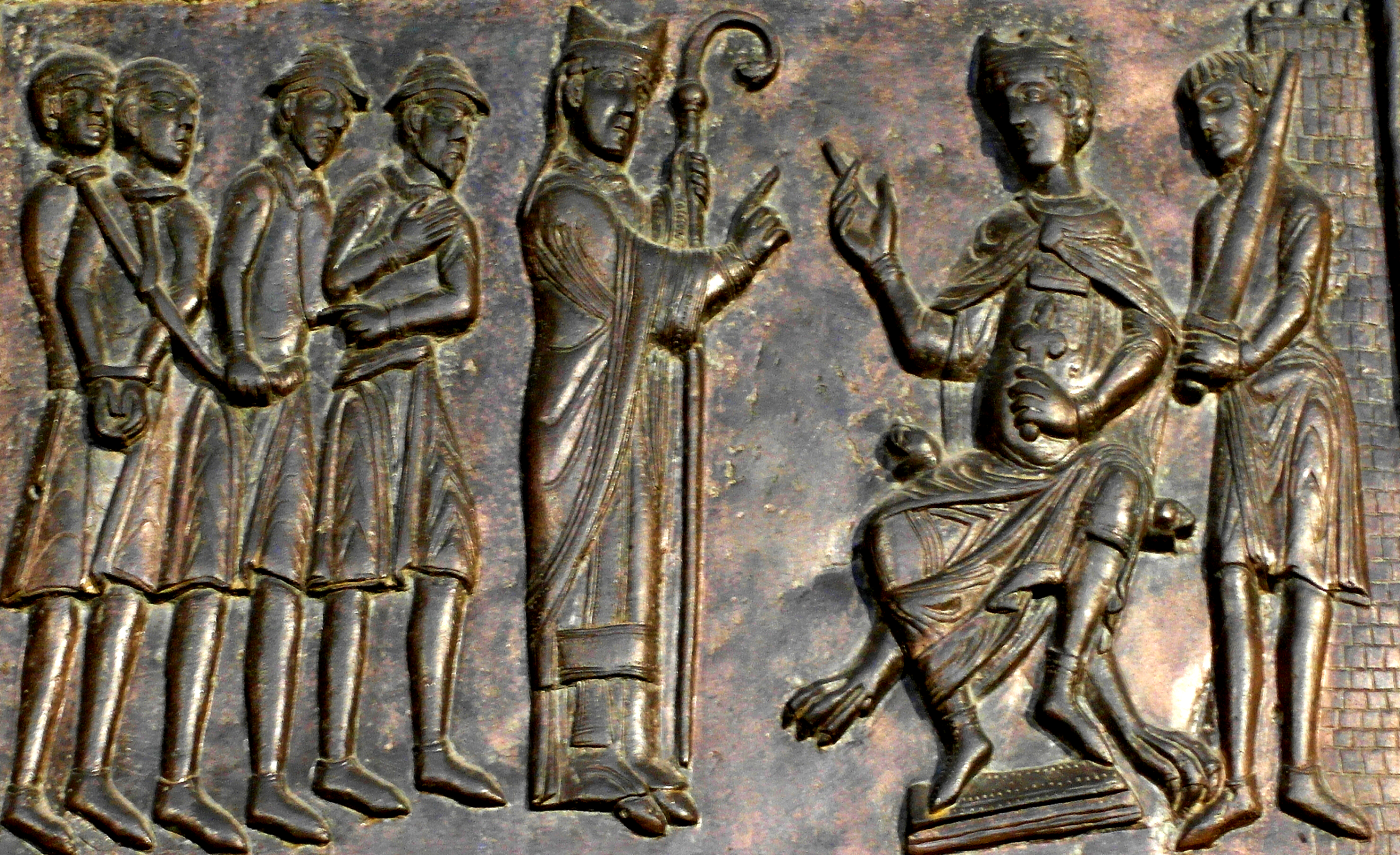
Święty Wojciech napomina księcia czeskiego Bolesława II Pobożnego by zakazał kupcom żydowskim handlu niewolnikami chrześcijańskimi, fragment Drzwi Gnieźnieńskich około 1170 roku

Niewolnictwo praktykowane było również w okresie średniowiecza. Jeszcze we wczesnym średniowieczu liczba osób będących niewolnikami była stosunkowo duża, a niewolnicy odgrywali dużą rolę gospodarczą (choć nieporównanie mniejszą, niż w starożytności). Istnieją szacunki, że w Europie Zachodniej za czasów Karola Wielkiego (przełom VIII i IX wieku) nawet 20 proc. ludności stanowiły osoby będące prawnie niewolnikami, aczkolwiek ich położenie nie przypominało stereotypowych wyobrażeń o niewolnikach, gdyż w zasadzie życie większości z nich nie różniło się od życia chłopów. Z czasem, z uwagi na rozwój stosunków feudalnych oraz ograniczenie dopływu niewolników, znaczenie niewolnictwa spadło, a ich liczba zmalała. Tym niemniej niewolnicy w Europie istnieli przez całe średniowiecze.
W krajach, w których duże znaczenie odgrywała gospodarka morska, lub które posiadały silne floty wojenne, niewolnicy (zwykle wywodzący się ze skazańców) – podobnie jak w starożytności – odgrywali dużą rolę jako wioślarze, zatrudnieni na różnego typu okrętach wiosłowych, zwanych zwykle galerami.
W VIII–X wieku w północnej Europie częste były ataki wikingów na osady nadmorskie i nadrzeczne; prócz rabunku mienia ich celem było także pojmanie mieszkańców i sprzedawanie ich jako niewolników.
Od XV wieku pojawiło się zjawisko kupowania (głównie przez Portugalczyków) czarnoskórych niewolników od kupców arabskich. Niewolnicy ci sprzedawani byli do pracy na plantacjach w zachodniej, europejskiej części basenu Morza Śródziemnego; o ile w Europie zjawisko to nie przybrało charakteru masowego, stanowiło wstęp do masowego niewolnictwa czarnoskórych na plantacjach w Nowym Świecie, które pojawiło się wkrótce po odkryciu Ameryki.

### Niewolnictwo w krajach islamu w średniowieczu i na początku epoki nowożytnej

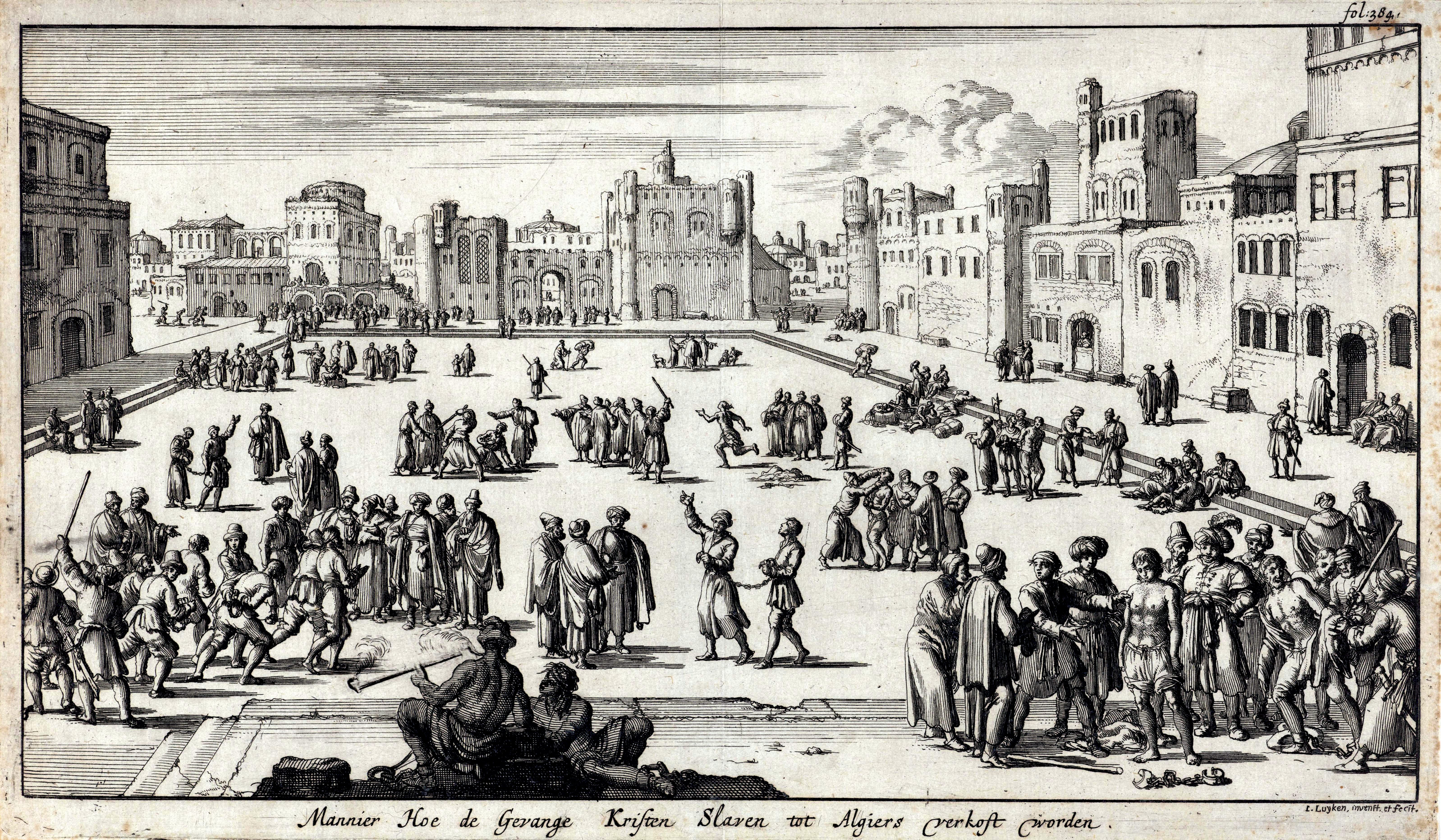
Rynek niewolników w Algierze, 1684

W krajach islamskich niewolnictwo w średniowieczu odgrywało większą rolę, niż w kręgu cywilizacji europejskiej. W przeciwieństwie do Europy, wraz z rozwojem feudalizmu niewolnictwo nie traciło na znaczeniu i nie zanikało, lecz oba te systemy – feudalny i niewolniczy – istniały równocześnie. W krajach tych niewolnikami zostawali początkowo głównie jeńcy wojenni, następnie zaś ludzie pochwyceni i sprzedani w niewolę (oraz ich potomstwo). Relatywnie duży popyt na niewolników powodował, że przez całe średniowiecze zdarzały się ataki piratów arabskich i berberyjskich na europejskie wybrzeża Morza Śródziemnego, w trakcie których atakowano nadbrzeżne wioski i uprowadzano ludzi w niewolę (zob. Hajraddin Barbarossa). Także najazdy tatarskie na ziemie polskie (Ukrainę, Podole, Wołyń), trwające od późnego średniowiecza aż po wiek XVIII, miały na celu głównie pojmanie niewolników (jasyru), których można było sprzedać w krajach islamskich, zwłaszcza w Turcji. Innym ważnym źródłem niewolników sprzedawanych w krajach islamu była Afryka subsaharyjska (tzw. czarna).
Specyfikę tego kręgu cywilizacyjnego stanowiły niewolnice seksualne. Niekiedy, jako nałożnice sułtanów czy szachów (odaliski), odgrywały dużą rolę, także polityczną, a czasem uzyskiwały wolność i awansowały do rangi małżonki, zaś ich dzieci zostawały władcami państwa, jak np. Selim II – sułtan turecki w latach 1566–1574, syn Sulejmana Wspaniałego i jego żony – pierwotnie niewolnicy – Roksolany.

### Niewolnictwo w Afryce subsaharyjskiej
W średniowiecznej Afryce subsaharyjskiej niewolnictwo istniało, nie odgrywało jednak istotnej roli gospodarczej. Pewne znaczenie miał eksport niewolników do krajów islamskich, a od XV w. – także do Europy, jednak dopiero europejskie odkrycia geograficzne, a następnie powstawanie plantacji w Ameryce i spowodowane tym rosnące zapotrzebowanie na jak najtańszą siłę roboczą sprawiły, że polowania na ludzi, mające na celu ich sprzedanie w niewolę, doprowadziły do wyludnienia niektórych części kontynentu.

## Niewolnictwo w czasach nowożytnych

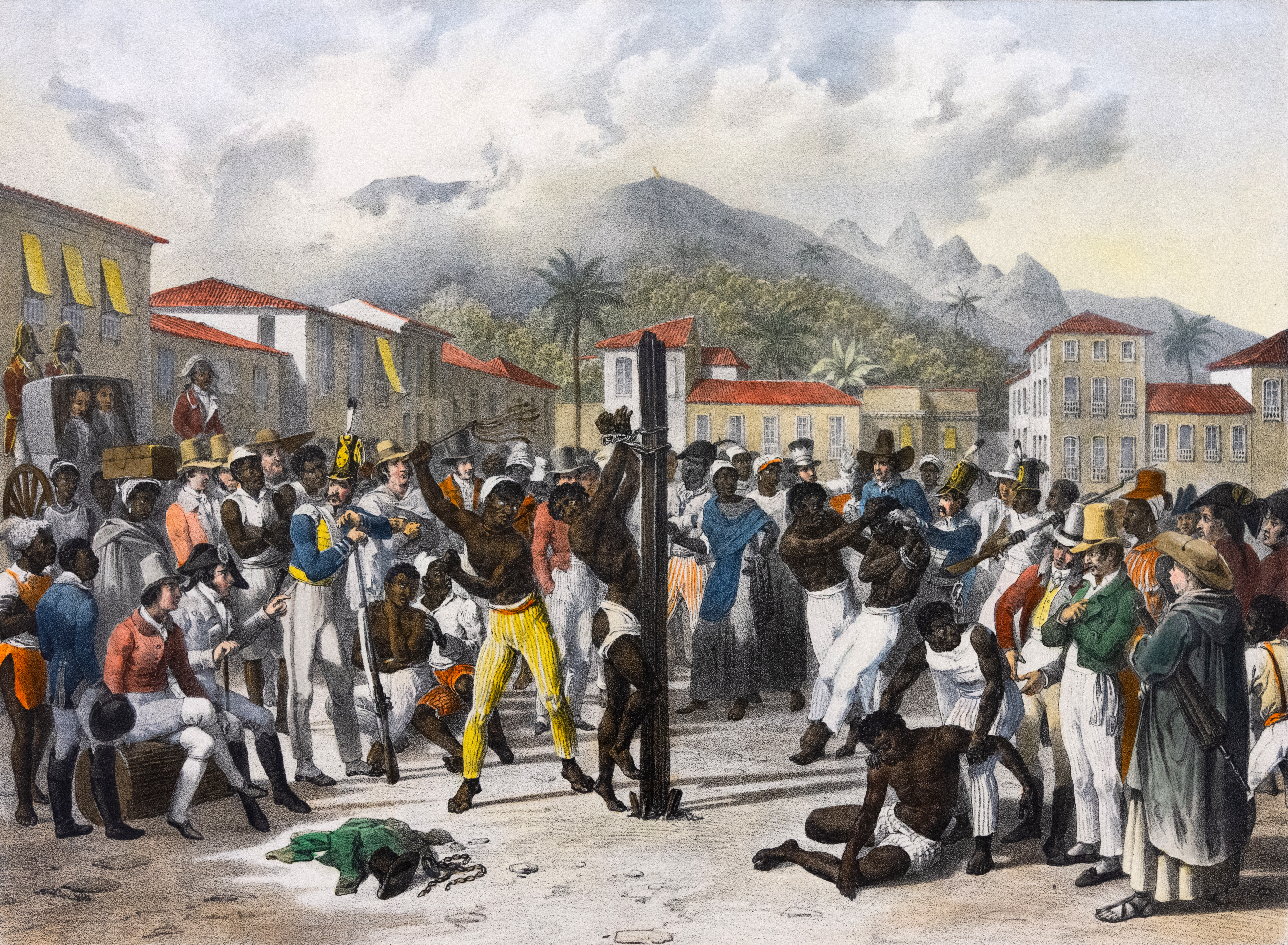
Niewolnictwo w Brazylii, 1827

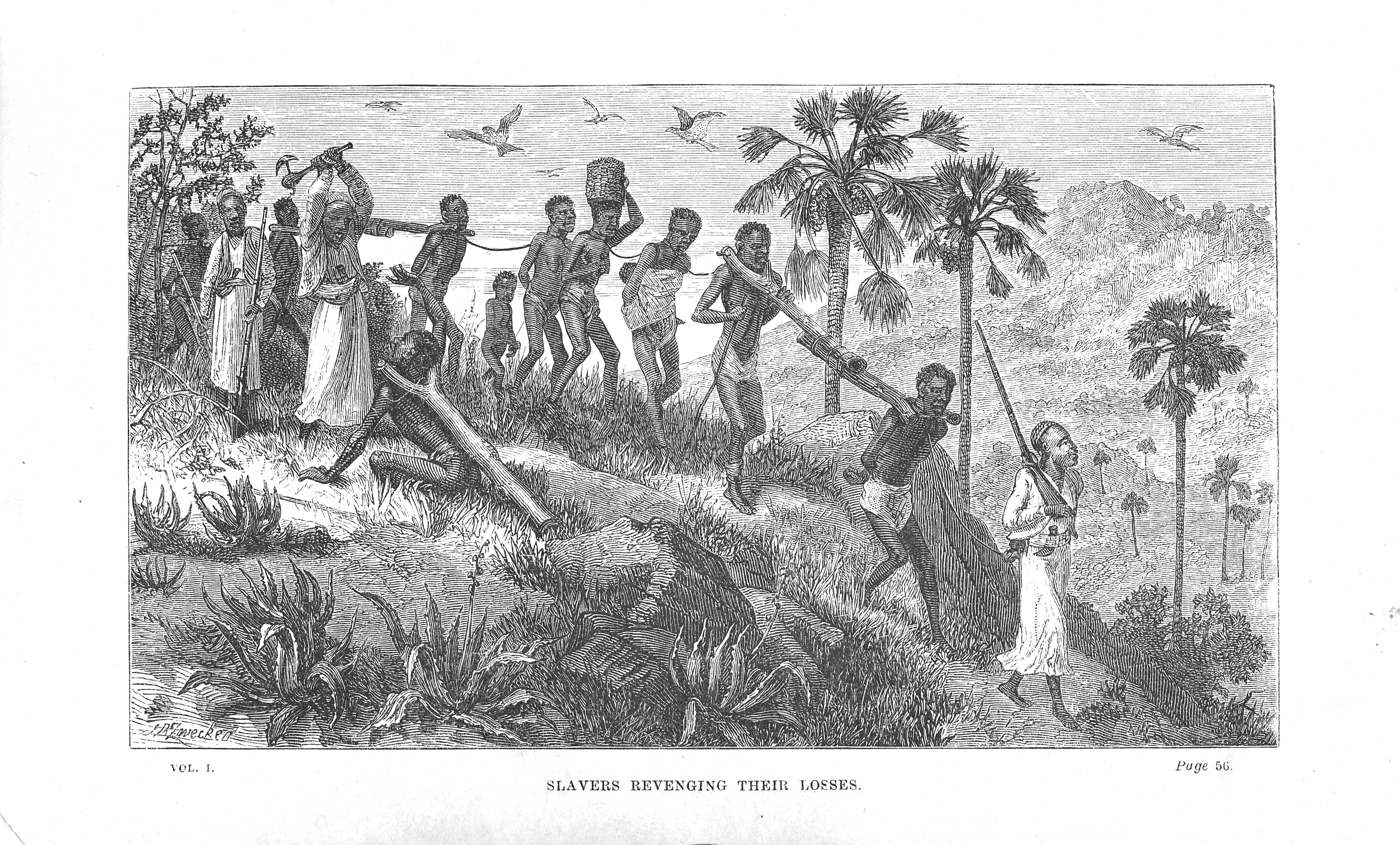
Arabski handel niewolnikami w Afryce, XIX w.

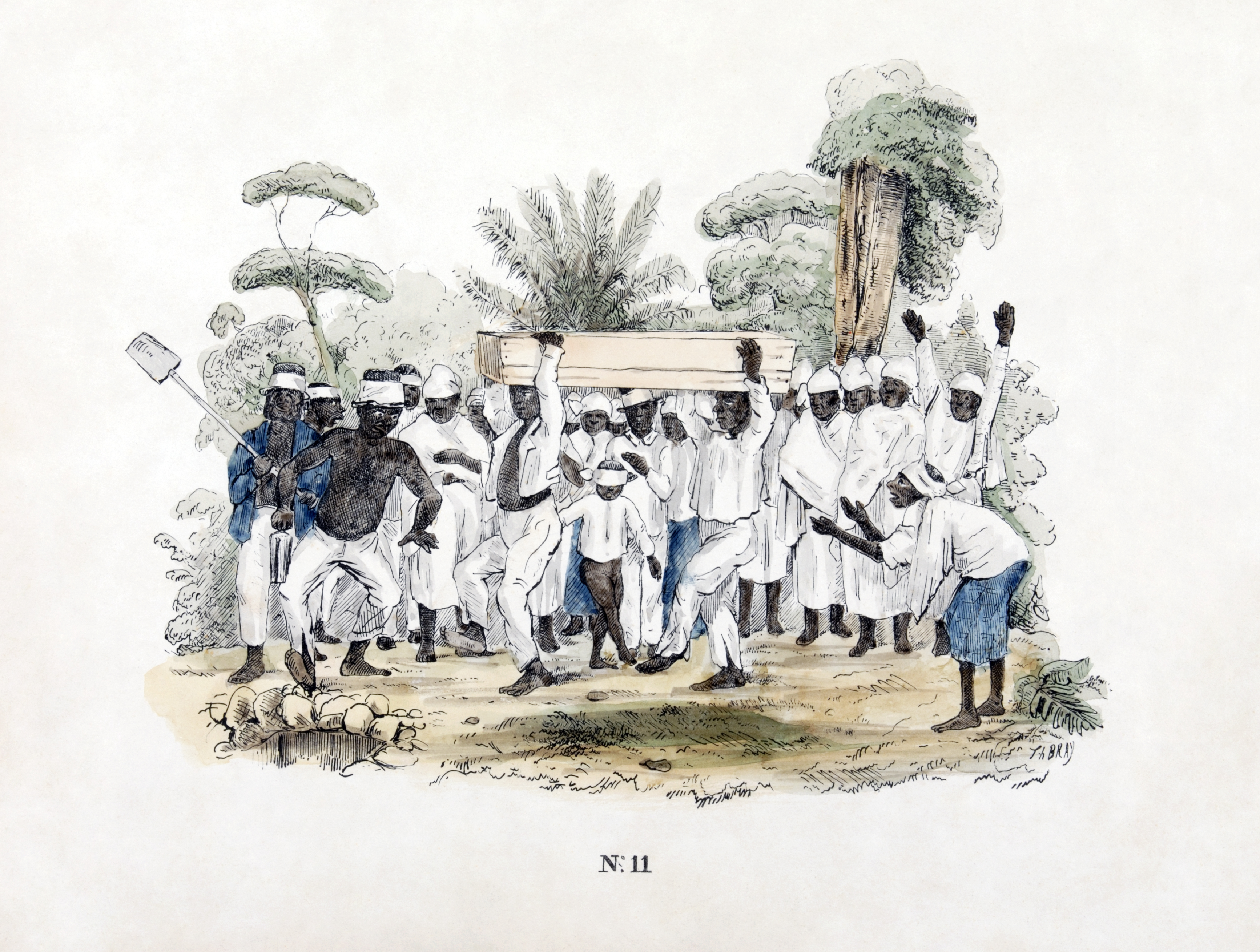
Pogrzeb niewolnika w Surinamie, XIX w.

W czasach nowożytnych w Europie korzystano z niewolnictwa praktykowanego na innych kontynentach. Niewolnictwo miało również duży zasięg w krajach muzułmańskich: jeńcy pracowali fizycznie, w kopalniach czy na galerach. Bogaci muzułmanie posiadali haremy, w których utrzymywali niewolnice, dostarczające im usług seksualnych.
Po odkryciu Ameryki przez Kolumba w 1492 r. zdarzały się liczne próby przymuszenia rdzennych mieszkańców tego kontynentu do pracy niewolniczej, nie przyniosły one jednak większych rezultatów gospodarczych, prowadziły natomiast do eksterminacji miejscowej ludności. Niedobór rąk do pracy w nowych koloniach (głównie na plantacjach trzciny cukrowej na Karaibach, tytoniu oraz bawełny) spowodował import niewolników z Afryki. Nie tylko praca, ale i sami niewolnicy stali się popularnym towarem handlowym bankierów europejskich. Niemniej jednak chwytaniem niewolników zajmowali się głównie Arabowie.
Kolejny przełom nastąpił w roku 1562, kiedy angielski handlarz niewolnikami, John Hawkins, wymyślił okrężną drogę handlu przez Atlantyk. Kupował towar w Anglii, wymieniał go na niewolników w Gwinei (obecnie całe atlantyckie wybrzeże Afryki Środkowej), tych wymieniał na towar w Ameryce, który z kolei dostarczał do Anglii. Na każdym etapie uzyskiwał wielokrotne przebicie. Później dodano etap kolonii w Ameryce Północnej. Niektórzy badacze szacują że pomiędzy XVI i XIX wiekiem przez Atlantyk przewieziono od 12 do 25 milionów czarnoskórych ludzi. Szacują też że około 15% niewolników ginęło podczas podróży, z czego większość w samej Afryce w procesie chwytania i transportu rdzennej ludności na statki. Potwierdzona liczba niewolników nie jest znana.
Z czasem biali zaczęli żywić przekonanie o niemoralności tego systemu. W roku 1772 niewolnictwo zostało uznane za nielegalne w Anglii i Walii (sprawa Jamesa Somerseta). W 1776 r. Thomas Jefferson zamierzał umieścić w Deklaracji Niepodległości USA potępienie niewolnictwa jako okrutnej wojny przeciw samej naturze ludzkiej, lecz nie znalazł poparcia wśród reszty delegatów na Kongres Kontynentalny. Konstytucja USA zakazała jedynie sprowadzania niewolników począwszy od 1807 r. Pierwszym krajem, który zakazał handlu niewolnikami, została w 1792 roku Dania. Pierwszym państwem, które formalnie zakazało niewolnictwa (4 lutego 1794 r.) była rewolucyjna Francja, jednak wkrótce Napoleon Bonaparte je przywrócił (1802). Handlu niewolnikami zakazano postanowieniami kongresu wiedeńskiego w 1815, lecz nadal wolno było ich posiadać. W koloniach brytyjskich handel ludźmi zniesiono w 1807, instytucję niewolnictwa w 1833 (z wyjątkiem Cejlonu oraz terytoriów podległych Kompanii Wschodnioindyjskiej, gdzie zniesiono je ostatecznie w 1843), we francuskich w 1848, w USA w 1865 (13. poprawka do Konstytucji Stanów Zjednoczonych), w Brazylii w 1888 r. Zakaz niewolnictwa powtórzono na międzynarodowych kongresach w Berlinie w 1885 i Brukseli w 1890 r.
Liga Narodów w roku 1926 zakazała niewolnictwa (Konwencja w sprawie niewolnictwa), jednak przetrwało ono formalnie aż do połowy XX wieku – Arabia Saudyjska zabroniła go dopiero w 1962 r., a Mauretania w 1981 r.